# Finland i olympiska vinterspelen 1964
Finland deltog i olympiska vinterspelen 1964. Truppen bestod av 52 idrottare, 46 män och 6 kvinnor.

## Medaljer

### Guld
- Längdskidåkning
  - Herrar 15 km:  Eero Mäntyranta
  - Herrar 30 km masstart:  Eero Mäntyranta

- Backhoppning
  - Herrar K90 individuellt (70 m):  Veikko Kankkonen

### Silver
- Längdskidåkning
  - Herrar 4 x 10 km stafett:  Väinö Huhtala, Kalevi Laurila, Eero Mäntyranta, Arto Tiainen
  - Damer 5 km:  Mirja Lehtonen

- Backhoppning
  - Herrar K120 individuellt (90 m):  Veikko Kankkonen

- Hastighetsåkning på skridskor
  - Damer 1500 m:  Kaija Mustonen

### Brons
- Längdskidåkning
  - Herrar 50 km:  Arto Tiainen
  - Damer 3 x 5 km stafett:  Mirja Lehtonen, Senja Pusula, Toini K. Pöysti

- Hastighetsåkning på skridskor
  - Damer 1000 m:  Kaija Mustonen